# Симпсоны (сезон 21)
Двадцать первый сезон мультсериала «Симпсоны» выходил с 27 сентября 2009 года по 23 мая 2010 года в США на телеканале Fox. Это первый сезон «Симпсонов», полностью показанный в высоком разрешении.
В этом сезоне «Симпсоны» стали самым продолжительным прайм-тайм шоу по количеству сезонов на американском телевидении, обойдя «Gunsmoke».
Сезон имел несколько номинаций и получил 2 награды: Эмми (награждена Энн Хэтэуэй за озвучивание в серии «Once Upon a Time in Springfield») и Энни («Treehouse of Horror XX»).

## Список серий
| № общий | № в сезоне | Название                                                                        | Режиссёр                       | Автор сценария                     | Дата премьеры    | Произв. код | Зрители в США (млн) |
| --- | ---------- | ------------------------------------------------------------------------------- | ------------------------------ | ---------------------------------- | ---------------- | ----------- | ------------------- |
| 442 | 1          | «Гомер — громила» «Homer the Whopper»                                           | Лэнс Крамер                    | Сет Роген и Эван Голдберг          | 27 сентября 2009 | LABF13      | 8,31                |
| Продавец Комиксов придумывает нового супергероя по имени Эвримен (англ. Everyman). Сила Эвримена заключается в том, что он берёт силу у других супергероев. Начинаются съёмки фильма про него и Гомера утверждают на главную роль. Для придания Гомеру хорошей физической формы студия нанимает известного тренера по фитнесу — Лайла МакКарти. Гомер, преодолевая большие трудности, делает всё, чтобы привести своё тело в порядок. Однако, его усилия становятся напрасыми, когда его тренер идёт… Приглашённые звёзды: Сет Роген в роли Лайла, Кевин Майкл Ричардсон в роли охранника, Мэтт Грейнинг в роли самого себя |            |                                                                                 |                                |                                    |                  |             |                     |
| 443 | 2          | «Барт получает единицу» «Bart Gets a “Z”»                                       | Марк Киркленд                  | Мэтт Сэлман                        | 4 октября 2009   | LABF15      | 9,37                |
| Когда миссис Крабаппл конфискует телефоны учеников, они, собравшись под предводительством Барта, решают её проучить и с этой целью подмешивают алкоголь в её кофе. Пьяную учительницу видит директор Скиннер и увольняет, принимая на её место нового учителя, Захари Вона, который быстро нашёл подход к ученикам, впечатлив их своим поведением, продвинутостью, пристрастием к блогингу и использованием Twitter и Facebook. Разрываясь между новым учителем и чувством вины за содеянное, Барт пытается помочь уволенной Эдне. Приглашённые звёзды: Марсия Уоллес в роли Эдны Крабаппл |            |                                                                                 |                                |                                    |                  |             |                     |
| 444 | 3          | «Надежда замечательной жены» «The Great Wife Hope»                              | Мэттью Фонан                   | Кэролин Омайн                      | 11 октября 2009  | LABF16      | 7,60                |
| Когда мужское население Спрингфилда становится одержимым смешанными боевыми искусствами, Мардж возглавляет протестное движение. Учредитель местного отделения бросает Мардж вызов, обещая, что в случае, если она победит, отделение в Спрингфилде будет закрыто… Приглашённыея звёзды: Марсия Уоллес в роли Эдны Крабаппл, Чак Лидделл в роли самого себя |            |                                                                                 |                                |                                    |                  |             |                     |
| 445 | 4          | «Симпсоны: Дом ужасов 20» «Treehouse of Horror XX»                              | Майк Андерсон и Мэттью Скофилд | Даниэль Чун                        | 18 октября 2009  | LABF14      | 8,69                |
| «Dial "M" for Murder or Press "#" to Return to Main Menu» (с англ. — «В случае убийства наберите "М", или "#", чтобы вернуться в меню») — Пародия на фильм «Психо». Лиза объединяется с Бартом, чтобы отомстить своим учителям после того, как мисс Гувер оставляет Лизу после уроков, но план идёт не так, как надо, когда Барт убивает мисс Гувер и хочет, чтобы Лиза убила миссис Крабаппл… «Don’t Have a Cow, Mankind» (с англ. — «Не шути с коровами, человечество») — Пародия на фильмы «28 дней спустя» и «Дитя человеческое». Клоун Красти продаёт гамбургеры, приготовленные из мяса бешеных коров, и жители Спрингфилда превращаются в зомби. «There’s No Business Like Moe Business» (с англ. — «Отличный бизнес Мо») — Секретный ингредиент нового пива Мо — это кровь Гомера. Приглашённыея звёзды: Марсия Уоллес в роли Эдны Крабаппл |            |                                                                                 |                                |                                    |                  |             |                     |
| 446 | 5          | «Дьявол носит Nada» «The Devil Wears Nada»                                      | Нэнси Круз                     | Тим Лонг                           | 15 ноября 2009   | LABF17      | 9,13                |
| Чтобы заработать деньги на благотворительность, Мардж позирует для настенного календаря. На фотостудии Мардж немного перебирает с вином, в результате чего её откровенные фотографии на долгое время становятся главным предметом обсуждения в Спрингфилде… Тем временем Карл получает повышение на станции. Он назначает Гомера своим помощником, но доводит его своими просьбами. Приглашённыея звёзды: Марсия Уоллес в роли Эдны Крабаппл |            |                                                                                 |                                |                                    |                  |             |                     |
| 447 | 6          | «Шалости и зелень» «Pranks and Greens»                                          | Чак Шитс                       | Джефф Вестбрук                     | 22 ноября 2009   | LABF18      | 6,88                |
| Директор Скиннер рассказывает Барту о том, что самым лучшим шутником всех времён в Спрингфилдской начальной школе он считает не Барта, а Энди Гамильтона. Барт разыскивает Энди, которому уже 19 лет, но по поведению он не слишком изменился со школьных времён. Они быстро становятся друзьями. Тем временем другие матери наказывают Мардж за то, что она не подаёт здоровую пищу. Приглашённыея звёзды: Джона Хилл в роли Энди, Марсия Уоллес в роли Эдны Крабаппл |            |                                                                                 |                                |                                    |                  |             |                     |
| 448 | 7          | «Деревенщины и мётлы» «Rednecks and Broomsticks»                                | Боб Андерсон и Роб Оливер      | Кевин Каран                        | 29 ноября 2009   | LABF19      | 8,87                |
| Во время игры в прятки Лиза случайно знакомится с тремя девушками, практикующими виккантство. Хотя Лиза скептически относится к их обрядам, они уговаривают её присоединиться к ним. Однако, девушек арестовывают за то, что спрингфилдцы начали считать, что они прокляли их город… Тем временем Гомер начинает тесно общаться с Клетусом. Обнаружив, что он и его друзья делают самогон, Гомер становится местным дегустатором самогона. Приглашённыея звёзды: Нив Кэмпбелл в роли Кассандры |            |                                                                                 |                                |                                    |                  |             |                     |
| 449 | 8          | «О, брат, где же ты, Барт?» «O Brother, Where Bart Thou?»                       | Стивен Дин Мур                 | Мэтт Сэлман                        | 13 декабря 2009  | MABF01      | 6,97                |
| Одним спрингфилдским снежным днём Лиза говорит Барту, что он никогда не сможет понять их с Мэгги отношений, потому что у него нет брата. Барт просит брата у Гомера, но получает отказ. Тогда он направляется в спрингфилдский детский дом, откуда маленький мальчик Чарли идёт за ним домой. Приглашённые звёзды: Джордан Нагаи в роли Чарли; Ким Кэттролл в роли третьей сестры Симпсон; Smothers Brothers, Пэйтон, Илай и Арчи Мэннинги, Хьюэл Хаузер в роли самих себя |            |                                                                                 |                                |                                    |                  |             |                     |
| 450 | 9          | «Четверги с Эйбом» «Thursdays with Abie»                                        | Майк Фрэнк Полчино             | Дон Пейн и Митчелл Х. Глейзер      | 3 января 2010    | MABF02      | 8,55                |
| Журналист газеты Маршал Голдман увлекается историями Эйба Симпсона, размещая их на первых страницах, из-за чего Гомер ревнует… Тем временем Барт ухаживает за игрушечным ягнёнком класса. Барту это не интересно, поэтому он отдаёт его Лизе, которая губит ягненка в канализации. Приглашённыея звёзды: Марсия Уоллес в роли Эдны Крабаппл, Митч Албом в роли самого себя |            |                                                                                 |                                |                                    |                  |             |                     |
| 451 | 10         | «Однажды в Спрингфилде» «Once Upon a Time in Springfield»                       | Мэттью Настук                  | Стефани Гиллис                     | 10 января 2010   | LABF20      | 14,62               |
| Чтобы привлечь к экранам женскую аудиторию, в шоу Красти, вопреки его желанию, приглашается девушка по имени Принцесса Пенелопа. Всё внимание аудитории, действительно, переключается на Пенелопу, формат шоу меняется и Красти остаётся не у дел. Барту и Милхаусу не нравится, во что превратилось шоу, особенно, когда у Красти и Пенелопы возникают серьёзные отношения и они даже готовятся к свадьбе. Тем временем мистер Бёрнс отменяет бесплатные пончики на своей станции, поэтому Гомер, Ленни и Карл начинают искать новую работу. Приглашённые звёзды: Джеки Мейсон в роли раввина Крастофски, отца Красти; Энн Хэтэуэй в роли принцессы Пенелопы, Эрта Китт и Гари Ларсон в роли самих себя |            |                                                                                 |                                |                                    |                  |             |                     |
| 452 | 11         | «Возможно, на миллион» «Million Dollar Maybe»                                   | Крис Клементс                  | Билл Оденкерк                      | 31 января 2010   | MABF03      | 4,95                |
| Гомер опаздывает на встречу с Мардж, потому что стоит в очереди, чтобы купить лотерейный билет. В результате он выигрывает в лотерею миллион долларов. Однако он боится реакции Мардж и поэтому держит выигрыш в тайне. Зато он начинает одаривать семью анонимными подарками. Тем временем Лиза поднимает настроение пенсионерам в Спрингфилдском доме престарелых с помощью видеоигр. Приглашённыея звёзды: Крис Мартин в роли самого себя |            |                                                                                 |                                |                                    |                  |             |                     |
| 453 | 12         | «Мальчик соответствует кёрлингу» «Boy Meets Curl»                               | Чак Шитс                       | Роб ЛаЗебник                       | 14 февраля 2010  | MABF05      | 5,85                |
| После того, как Гомер и Мардж открывают свою любовь к кёрлингу, они всей семьёй отправляются на Зимние олимпийские игры в Канаду, где играют в олимпийской сборной. Тем временем у Лизы в Ванкувере обнаруживается пристрастие к коллекционированию Олимпийских значков. Приглашённыея звёзды: Боб Костас в роли самого себя |            |                                                                                 |                                |                                    |                  |             |                     |
| 454 | 13         | «Цвета жёлтого» «The Color Yellow»                                              | Раймонд Перси                  | Билли Кимбалл и Иан Макстон-Грэхэм | 21 февраля 2010  | MABF06      | 5,98                |
| Просматривая историю своей семьи для школьного проекта по поиску предка Симпсонов, который не был идиотом, преступником или неудачником, Лиза обнаруживает дневник Элайзы Симпсон, чья семья помогла чёрном рабу по имени Вирджил убежать на свободу. Однако, Милхаус (чьи предки жили тогда же, что и в Лизы) ставит под сомнение то, что совершила Элайза… Приглашённыея звёзды: Рен Браун в роли Вирджила |            |                                                                                 |                                |                                    |                  |             |                     |
| 455 | 14         | «Открытки с развода» «Postcards from the Wedge»                                 | Марк Киркленд                  | Брайан Келли                       | 14 марта 2010    | MABF04      | 5,18                |
| Когда Барт проваливает своё домашнее задание, Гомер и Мардж вынуждены присутствовать на разговоре с директором Скиннером. Барт обнаруживает в себе талант легко ссорить родителей между собой. Это помогает ему избегать наказания за проделки в школе, однако в результате он заходит слишком далеко. Приглашённыея звёзды: Марсия Уоллес в роли Эдны Крабаппл |            |                                                                                 |                                |                                    |                  |             |                     |
| 456 | 15         | «Укравший первый поцелуй» «Stealing First Base»                                 | Стивен Дин Мур                 | Джон Фринк                         | 21 марта 2010    | MABF07      | 5,71                |
| Когда миссис Крабаппл временно уезжает из города, директор Скиннер решает до её возвращения объединить два четвёртых класса школы. Так у Барта появляется новая подружка, Никки, с которой он теперь вынужден делить одну парту. Это девочка попеременно то любит, то ненавидит Барта без всякой на то причины. Тем временем у Лизы возникают проблемы с одноклассниками, которые отвергают её за сверхуспеваемость, однако первая леди США Мишель Обама встаёт на её защиту, а Нельсон учит слепого мальчика быть хулиганом. Приглашённые звёзды: Сара Сильверман в роли Никки, Анджела Бассет в роли Мишель Обамы |            |                                                                                 |                                |                                    |                  |             |                     |
| 457 | 16         | «Величайшая история из когда-либо проваленных» «The Greatest Story Ever D’ohed» | Майк Фрэнк Полчино             | Кевин Каран                        | 28 марта 2010    | MABF10      | 5,69                |
| Пытаясь исправить Гомера, Нед Фландерс предлагает Симпсонам провести свой отпуск в Израиле, на Святой земле. Однако, Гомер не оценивает культуру Израиля, чем очень раздражает Неда. В поисках злого Неда Гомер получает тепловой удар в пустыне и ошибочно начинает считать себя Мессией. Приглашённые звёзды: Яэль Наим в роли Дорит, Саша Барон Коэн в роли Якоба |            |                                                                                 |                                |                                    |                  |             |                     |
| 458 | 17         | «Американская история» «American History X-cellent»                             | Боб Андерсон                   | Майкл Прайс                        | 11 апреля 2010   | MABF08      | 5,64                |
| У мистера Бёрнса полицейские находят ворованные картины и он попадает в тюрьму. Управление электростанцией берёт на себя Смитерс, который вскоре проявляет себя еще более жестоким человеком, чем Бёрнс, заставляя рабочих трудиться день и ночь. Тогда рабочие электростанции, во главе с Гомером Симпсоном, начинают готовить побег мистера Бёрнса из тюрьмы. Тем временем Барт и Лиза объединяются из-за одной мурашки, которая переживает аварию, связанную с муравьиной фермой Лизы. Приглашённые звёзды: Джо Мантенья в роли Жирного Тони, Кевин Майкл Ричардсон в роли сокамерника Бёрнса |            |                                                                                 |                                |                                    |                  |             |                     |
| 459 | 18         | «Начальник сердца» «Chief of Hearts»                                            | Крис Клементс                  | Кэролин Омайн и Уилльям Райт       | 18 апреля 2010   | MABF09      | 5,83                |
| При выполнении некоторых общественных работ Гомер становится близким другом Шефа Виггама. Тем временем Барт Симпсон становится одержимым новой, детской захватывающей японской игрой «Битва Мячей», которую Мардж путает с наркоманией. Приглашённые звёзды: Джейн Качмарек в роли судьи, Морис ЛаМарш в роли полицейского из телесериала, Джо Мантенья в роли Жирного Тони |            |                                                                                 |                                |                                    |                  |             |                     |
| 460 | 19         | «Брызги и кит» «The Squirt and the Whale»                                       | Марк Киркленд                  | Мэтт Уорбёртон                     | 25 апреля 2010   | MABF14      | 5,92                |
| Гомер решает обойтись без энергоснабжающей компании и возводит ветровые трибуны на заднем дворе дома для выработки электроэнергии. В то же время сильная буря выбрасывает на берег Спрингфилда синюю китиху. Лиза с другими жителями Спрингфилда пытается спасти её… |            |                                                                                 |                                |                                    |                  |             |                     |
| 461 | 20         | «Шпионить с любовью» «To Surveil with Love»                                     | Лэнс Крамер                    | Майкл Набори                       | 2 мая 2010       | MABF12      | 6,03                |
| Когда в городе возникла опасность радиационного заражения, власти ограничили свободу граждан. В результате, по всему городу устанавливают камеры видеонаблюдения. Однако, когда Нэд в роли оператора камер использует свою способность говорить через динамики к горожанам, Гомер использует слепую зону камеры, которую Барт обнаруживает в интересах города. Тем временем устав от стереотипов о блондинках, Лиза красит волосы в чёрный цвет. Приглашённыея звёзды: Марсия Уоллес в роли Эдны Крабаппл; Эдди Иззард в роли королевы Елизаветы II, принца Чарльза и Найджела |            |                                                                                 |                                |                                    |                  |             |                     |
| 462 | 21         | «Мо пишет блюз» «Moe Letter Blues»                                              | Мэттью Настук                  | Стефани Гиллис                     | 9 мая 2010       | MABF13      | 5,67                |
| Мо пишет разоблачающее письмо трём Спрингфилдским мужьям с проблемами в семье — Гомеру, Апу и преподобному Лавджою, — что он уехал из города с одной из их жён. Втроём, они пытаются вспомнить проблемы в отношениях с их жёнами… Приглашённые звёзды: Дон Пардо в роли самого себя |            |                                                                                 |                                |                                    |                  |             |                     |
| 463 | 22         | «Сосед Боб» «The Bob Next Door»                                                 | Нэнси Круз                     | Джон Фринк                         | 16 мая 2010      | MABF11      | 6,24                |
| У Симпсонов появляется новый сосед. Барт Симпсон уверен, что это Сайдшоу Боб, изменивший внешность, чтобы добраться до него. Однако, Мардж не верит Барту и сама ведёт его в городскую тюрьму, и доказывает, что это не так… Приглашённыея звёзды: Келси Грэммер в роли Сайдшоу Боба |            |                                                                                 |                                |                                    |                  |             |                     |
| 464 | 23         | «Суди меня нежно» «Judge Me Tender»                                             | Стивен Дин Мур                 | Дэн Грини и Аллен Глейзер          | 23 мая 2010      | MABF15      | 5,75                |
| Мо обнаруживает свой талант судить и получает работу судьи на телешоу «American Idol»… Тем временем Гомер сводит Мардж с ума, проводя дома теперь слишком много свободного времени. Приглашённые звёзды: Саймон Ковелл, Рэнди Джексон, Эллен Дедженерес, Кара Диогарди, Райан Сикрест и Руперт Мёрдок в роли самих себя |            |                                                                                 |                                |                                    |                  |             |                     |